# Y Kant Tori Read (groupe)
Pour l'album homonyme du groupe, voir Y Kant Tori Read.
Y Kant Tori Read est un ancien groupe de synthpop américain, originaire de Los Angeles, en Californie, dirigé par l'auteure-compositrice-interprète Tori Amos.

## Histoire
Le groupe sort un album éponyme, qui ne s'est presque pas vendu. Atlantic Records a alors complètement abandonné la promotion de l'album deux mois après sa sortie. Le groupe était à l'origine composé de la chanteuse et claviériste Tori Amos, du guitariste Steve Caton, du batteur Matt Sorum (plus tard de The Cult et Guns N' Roses) et du bassiste Brad Cobb. Ils ont travaillé avec le producteur de disques Joe Chiccarelli et Kim Bullard, plus tard de Kajagoogoo. Le nom vient d'un incident dans l'enfance de Tori Amos où on lui a demandé de quitter le Peabody Conservatory parce qu'elle refusait de lire des partitions.
Un clip vidéo pour leur chanson The Big Picture a été réalisé, mais le seul membre du groupe présenté était Tori, car à ce moment-là, incapable de résister à la pression d'Atlantic Records, elle avait largué le reste d'entre eux à l'exception du guitariste Steve Caton.
Deux singles sont sortis. Le premier, The Big Picture, a été commercialisé exclusivement sous la forme d'un single vinyle 7" et sans pochette photo, bien que la promo vinyle 12" en ait une. Le deuxième single, Cool on Your Island, a été publié sous forme de single cassette et de single vinyle 7", cette fois avec une pochette photo; et dans divers singles vinyles promotionnels 7". Aucun des deux single n'a réussi à se placer dans les charts.

### Réédition
La réédition 2017 de Rhino Records a été rendue disponible sur les services de streaming, avec un vinyle supplémentaire limité (4 000 exemplaires) sorti pour la Journée du magasin de disques de l'automne 2017,.

## Discographie

### Singles
- 1989 : The Big Picture
- 1989 : Cool on Your Island

## Membres
- Tori Amos : chant, piano, orgue, synthétiseurs
- Steve Caton : guitare
- Brad Cobb : basse
- Matt Sorum : batterie